# Buda-Kasjaljova rajon
Buda-Kasjaljova rajon (belarusiska: Буда-Кашалёўскі раён: Buda-Kasjaljoŭski rajon), även Buda-Kosjeljovo rajon (ryska: Буда-Кошелёвский район:Buda-Kosjeljovskij rajon) är ett distrikt i Belarus. Det ligger i Homels voblast, i den östra delen av landet, 240 km sydost om huvudstaden Minsk. Huvudort är staden Buda-Kasjaljova.